# 克拉维霍
克拉维霍，是西班牙拉里奥哈自治区的一个市镇。总面积20平方公里，总人口228人（2001年），人口密度11人/平方公里。